# ناحیه کانکان
ناحیه کانکان (به لاتین: Kankan Region) یک منطقهٔ مسکونی در گینه است که در گینه واقع شده‌است. ناحیه کانکان ۷۲٬۱۴۵ کیلومتر مربع مساحت و ۷۴۲٬۷۳۳ نفر جمعیت دارد.